# Lophoura tripartita
Lophoura tripartita is een eenoogkreeftjessoort uit de familie van de Sphyriidae. De wetenschappelijke naam van de soort is voor het eerst geldig gepubliceerd in 1935 door C.B. Wilson.